# El muerto es un vivo
El muerto es un vivo  es una película en blanco y negro de Argentina dirigida por Yago Blass sobre el guion de César Tiempo, Abel Santa Cruz y Julio Porter según la obra de Tirso de Molina que se estrenó el 6 de febrero de 1953 y que tuvo como protagonistas a Harry Mimmo, Diana de Córdoba, Ramón J. Garay y María Esther Podestá.

## Sinopsis
Aleccionado por un tío de su esposa, un mujeriego hace creer a ésta que ha muerto.

## Reparto
- Harry Mimmo
- Diana de Córdoba
- Ramón J. Garay
- María Esther Podestá
- Carlos Lagrotta
- Marisa Núñez
- Ángel Walk

## Comentarios
Para La Nación la película fue hecha:

”sin otras pretensiones que las de entretener a un sector del público poco exigente.”